# Liste der Straßen in Eschelbronn

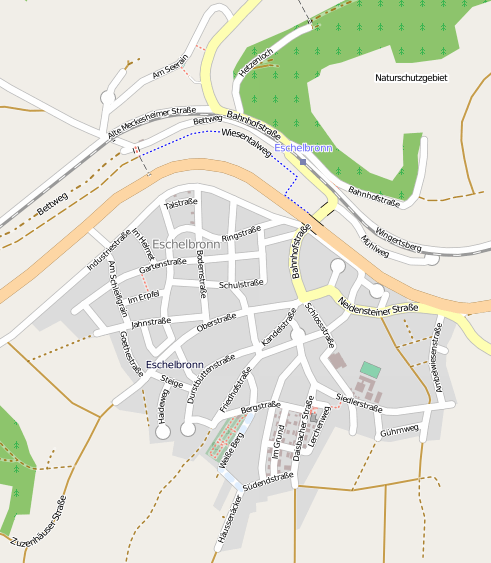
Übersichtskarte von Eschelbronn

Die Liste der Straßen in Eschelbronn beschreibt die Straßen der Gemeinde Eschelbronn im Rhein-Neckar-Kreis.

Eschelbronn entstand ursprünglich westlich und nordwestlich um die ersten Ansiedlungen auf dem heutigen Schloßplatz. Das Straßennetz Eschelbronns besteht aus über 50 offiziellen Straßen und Wegen. Mehrere Straßen und Adressen tragen ihren Namen nach den ursprünglichen Fluren.
Die Landesstraße 549 gibt Anschluss an die Nachbargemeinden Meckesheim und Neidenstein. Den Ortskern bildet der Marktplatz an dem die Kandelstraße, die Oberstraße, die Neidensteiner Straße, die Schloßstraße und die Bahnhofstraße zusammentreffen. Während die Bahnhofstraße 1938 die erste geteerte Straße in Eschelbronn war, wurden die weiteren Straßen nach 1954 in der Amtszeit des Bürgermeisters Philipp Dinkel asphaltiert.
Eschelbronn umfasst den Postleitzahlenbereich 74927.

## Legende
Die nachfolgende Tabelle gibt eine Übersicht über die vorhandenen Straßen sowie einigen dazugehörigen Informationen. Im Einzelnen sind dies:
- Name/Lage: aktuelle Bezeichnung der Straße. Die Lage (Geoposition) gibt etwa die Mitte der Straße an.
- Länge: Gerundete Länge der Straße.
- Namensherkunft: Ursprung des Namens.
- Benennung: Zeitpunkt der Benennung.
- Anmerkungen: weitere Informationen bezüglich des Verlaufs, ansässiger Institutionen, der Geschichte der Straße oder historischer Bezeichnungen.
- Bild: Bild der Straße oder eines anliegenden Objektes.

## Übersicht der Straßen
| Name                            | Länge (in Metern) | Namensherkunft                                                                                  | Entstehung | Anmerkungen | Bild           |
| ------------------------------- | ----------------- | ----------------------------------------------------------------------------------------------- | ---------- | --- | -------------- |
| Alte Meckesheimer Straße (Lage) | 3300              | Nachbargemeinde Meckesheim                                                                      |            | Die Alte Meckesheimer Straße (im Volksmund auch „Meckse Streßl“ genannt) führt entlang der Bahnstrecke Meckesheim–Neckarelz nach Meckesheim und durchläuft das Naturschutzgebiet Unteres Schwarzbachtal. Die Bahnstrecke befindet sich südlich der Straße. Nördlich der Straße liegt der Brünnleswald, eine der sieben Eschelbronner Waldflächen. Die Straße war die erste direkte Straßenverbindung zu der Nachbargemeinde. Auf einer Karte von 1794 war bereits eine Straße mit der Bezeichnung „Straße von Meckesheim“ vermerkt. Diese führte jedoch über die Nachbargemeinde Mönchzell. Erste Pläne zum Bau der direkten Verbindungsstraße entstanden 1861. In Meckesheim bestand jedoch kein Interesse Grundstückteile für einen Straßenbau abzutreten. Am 14. Dezember 1871 reichte die Gemeinde Eschelbronn eine Eingabe beim Bezirksamt Sinsheim ein, die auch von den Gemeinderäten aus Neidenstein, Waibstadt, Helmstadt, Neckarbischofsheim, Untergimpern, Obergimpern, Bargen, Daisbach, Spechbach und Flinsbach unterzeichnet wurde. Nach einer Beratung vom 13. Januar 1872 sprach das Bezirksamt den Bau einer Landstraße zwischen Meckesheim und Eschelbronn als Empfehlung aus. Am 9. März 1872 legte jedoch die Oberdirektion des Wasser- und Straßenbaues in Karlsruhe Widerspruch ein und verwies auf die Baukosten in Höhe von 25.000 Gulden und die parallel der geplanten Verbindungsstraße verlaufende neue Bahnlinie. Am 5. Februar des folgenden Jahres sprach sich auch der Kreisausschuß des Kreises Heidelberg gegen den Straßenbau aus. Auf Initiative des Landeskommissärs für die Kreise Mannheim, Heidelberg und Mosbach vom 18. September 1877, erstellte die Bauinspektion Sinsheim einen neuen Kostenplan, indem sie 11.500 Gulden für den Bau der Straße veranschlagte. Außerdem erklärten sich die interessierten Gemeinden zur Mitfinanzierung bereit. Ein seitens Eschelbronn beantragter Staatszuschuss wurde am 14. Februar 1881 vom Ministerium des Innern abgelehnt. Um Mitte der 1890er Jahre wurde die Straße schließlich fertig gestellt. Mit dem Bau der Umgehungsstraße in den 1970er Jahren verlor sie allerdings ihre damalige Bedeutung. 1981–1982 wurde unter anderem über die Meckesheimer Straße von der örtlichen Pumpstation eine zusätzliche Wasserleitung in die Industriestraße verlegt. In der Straße befindet sich das 1960 gegründete Unternehmen Paul Ernst Maschinenfabrik GmbH, das 1993 den Innovationspreis des Landes Baden-Württemberg gewann und 2014 an den oberösterreichischen Spezialmaschinenbauer Wintersteiger verkauft wurde. | weitere Bilder |
| Ambelwiesenstraße (Lage)        | 0300              | nach dem Flurnamen Ambelwiesen                                                                  | 1977       | Die Straße führt von der Neidensteiner Straße im Norden zur Siedlerstraße im Süden und bildete bis zur Erschließung des Neubaugebiets Ambelwiesen II im Jahr 2020 den östlichsten Rand des Siedlungsgebiets der Eschelbronner Gemarkung. Entlang der Straße verläuft der Bruchklingengraben. Sie erhielt ihren Namen im Jahr 1977. | weitere Bilder |
| Am Kalkofen (Lage)              | 0160              | nach einem bei Erschließung des Baugebiets entdeckten Kalkbrennofen aus dem 2./3. Jhrd. n. Chr. | 2020       | Die Straße wurde 2020 als Teil des Neubaugebiets Ambelwiesen II erschlossen. Dabei kamen mehrere archäologische Fundstücke zum Vorschein. | weitere Bilder |
| Am Schleifigrain (Lage)         | 0240              | nach dem Flurnamen Schleifigrain                                                                |            | Die Straße verläuft als Steigung von der Industriestraße zur Jahnstraße. | weitere Bilder |
| Am Seerain (Lage)               | 0650              | nach dem Flurnamen Seerain                                                                      | 1988       | Die Straße führt durch das 1988 erschlossene Neubaugebiet und verläuft von der Alten Meckesheimer Straße zur Spechbacher Straße. | weitere Bilder |
| Bahnhofstraße (Lage)            | 0850              | nach dem Eschelbronner Bahnhof der Bahnstrecke Meckesheim–Neckarelz                             |            | Die Bahnhofstraße führt von der Kandelstraße, der Schloßstraße und der Neidensteiner Straße am Marktplatz, zur Spechbacher Straße und Alten Meckesheimer Straße. Dabei verläuft sie mit der Schwarzbachbrücke über den Schwarzbach. Die Straße gehört zu den ältesten Straßen und dem historischen Ortskern der Gemeinde. Auf einer Karte von 1794 war die Straße noch mit der Bezeichnung „Fahrweg nach Meckesheim“ vermerkt. Ehemals befand sich vor dem Anwesen Karl-Theodor Stier ein von der Durstbüttenquelle versorgter Dorfbrunnen. Die Bahnhofstraße ist Teil des Main-Stromberg-Wegs, einem 171,5 Kilometer langen Fernwanderweg, der durch Hessen und Baden-Württemberg führt. Gegenüber dem Bahnhof befand sich eine Steinklopfmaschine, um das gebrochene im Kallenberg gewonnene Gestein auf die gewünschte Größe zu brechen und eine Verladestation, won wo aus der Steine an die Mannheimer Zementfabrik und Schotter an die Eisenbahnverwaltung geliefert wurden. Nach Entfernung der Maschine verblieb an dieser Stelle eine Betonwand. Die Bahnhofstraße wurde 1921 bis zur Schulstraße kanalisiert und war 1938 die erste geteerte Straße in Eschelbronn. Im Volksmund wurde sie wegen der anliegenden Ziegler’sche Mühle auch D Mihlgasse (Mühlengasse) genannt. Bis im Jahr 1969 die Landstraße 549 als Umgehungsstraße für Eschelbronn fertig gestellt wurde, verliefen der Verkehr zwischen Schwarzbachtal und Heidelberg und insbesondere die Schwertransporte aus dem damaligen Zementwerk in Neckarbischofsheim-Obergimpern und dem Schotterwerk in Eschelbronn über die Bahnhofstraße und die Neidensteiner Straße. 1982 wurde der Abwasserkanal durch Gemeindearbeiter erneuert und vergrößert. In der Hausnummer 1 befinden sich das Bürgermeisteramt im Rathaus, sowie die Freiwillige Feuerwehr. Richtung Ortsausgang liegen die ehemalige Ziegler’sche Mühle an deren Stelle heute noch eine Informationstafel zu finden ist, der Bahnhof und das sich über etwa 313 Meter erstreckende Naturdenkmal Kastanienallee. Von 1950 bis 1963 befand sich das Kriegerdenkmal in der Bahnhofstraße 3. Die Schwarzbachbrücke wird im Sommer seit Generationen von Jugendlichen zum Sprung in den Schwarzbach genutzt. | weitere Bilder |
| Berghof (Lage)                  | 0035              |                                                                                                 |            | Der Berghof liegt am Steinbuschweg. | weitere Bilder |
| Bergstraße (Lage)               | 0290              |                                                                                                 |            | Die Bergstraße verläuft zwischen der Friedhofstraße und der Daisbacher Straße. Sie führt vorbei am Eschelbronner Friedhof. Bis zur Fällung im Oktober 2019 befand sich neben der Straße die als Naturdenkmal ausgewiesene Winterlinde am Friedhof. Im 20. Jahrhundert befand sich an der Straße ein etwa 20 Meter langer und vermutlich etwa 2,80 Meter hoher Eiskeller mit Gewölbedecke zur Bierlagerung der örtlichen Brauereien. Oberirdisch befand sich ein Holzgestell, an dem im Winter mit einer Wassersprenganlage ein Eisblock heranwuchs, womit das Bier über die wärmeren Jahreszeiten gekühlt wurde. Der Eiskeller wurde von Mai 1912 bis Mai 1913 umgebaut und mit dem Bau einer neuen Friedhofsauffahrt im Jahr 1962 zugeschüttet. Die Straße wurde 1949–1951 mit Wasserversorgungsleitungen ausgestattet. | weitere Bilder |
| Bettweg (Lage)                  | 0500              | nach dem Flurnamen Bettweg                                                                      |            | Der Bettweg führt abgehend von der Bahnhofstraße teilweise parallel zur Alten Meckesheimer Straße entlang der Schwarzbach. An dem Weg befindet sich das Vereinshaus des Kleintierzuchtvereins. Bis April 2025 stand hier die als Naturdenkmal eingestufte „alte Linde“. Angeblich seit 1703 verläuft hier der Steg über den Schwarzbach, an dem sich die Sage um die „Eschelbronner Stegstrecker“ ereignet haben soll. Der Ort diente außerdem Jugendlichen als Badestelle. Bis Eschelbronn 1862 an die Schwarzbachtalbahn angeschlossen wurde befand sich an dieser Stelle eine der wichtigsten Wegkreuzungen zu den umliegenden Gemeinden. Noch erhalten ist der im Jahr 2006 mit Fördermitteln von Wilfried Wolf und dem Heimat- und Verkehrsverein restaurierte alte Wegweiser mit eingehauenen Entfernungszeiten zu den Nachbarorten. In den 1980er Jahren wurde am Ende des Bettwegs ein Regenrückhaltebecken gebaut. Im September und Oktober 2015 wurde der Bettweg mit Kanal- und Wasserleitungsanschlüssen erneuert. | weitere Bilder |
| Blumenstraße (Lage)             | 0130              |                                                                                                 |            | Die Straße verläuft von der Ringstraße zur Industriestraße. Sie wurde 1949–1951 mit Wasserversorgungsleitungen ausgestattet. | weitere Bilder |
| Bodemstraße (Lage)              | 0450              | nach dem Flurnamen Bodem                                                                        |            | Die Bodemstraße führt von der Industriestraße zur Oberstraße. Sie wurde vor allem um 1927 bebaut und 1949–1951 bis zur Talstraße mit Wasserversorgungsleitungen ausgestattet. In den frühen 1960er Jahren wurde die Straße zusammen mit den anliegenden Straßen Schul- und Ringstraße im Zuge der nordwestlichen Erschließung des Siedlungsgebiets als Allee mit insgesamt etwa 30 Rotdornbäumen bepflanzt. | weitere Bilder |
| Brunnengasse (Lage)             | 0130              | nach einem dort liegenden Dorfbrunnen                                                           |            | Die Brunnengasse verläuft von der Oberstraße zur Durstbüttenstraße und zur Kandelstraße. Sie gehört zu den ältesten Straßen und dem historischen Ortskern der Gemeinde. An einem Gebäude am südlichen Ende der Straße wurde ein Lautsprecher der 1950 installierten Ortsrufanlage angebracht. | weitere Bilder |
| Buhäcker (Lage)                 | 0280              | nach dem Flurnamen Buhäcker                                                                     |            | Die Straße mit dem Namen Buhäcker verläuft südwestlich der Siedlung am Mühlwald. | weitere Bilder |
| Daisbacher Straße (Lage)        | 0350              | nach der Nachbargemeinde Daisbach                                                               |            | Die Daisbacher Straße führt von der Siedlerstraße zum Gührnweg und geht dort in den Daisbacher Weg über. Sie wurde 1949–1951 mit Wasserversorgungsleitungen ausgestattet. In dem Haus mit der Nummer 1 befand sich von seinem Bau im Jahr 1954 an die ehemalige Schreinerfachgewerbeschule. Von 1965 bis 1989 wurde das Gebäude als Hauptschule genutzt. | weitere Bilder |
| Daisbacher Weg (Lage)           | 0750              | nach der Nachbargemeinde Daisbach                                                               |            | Der Daisbacher Weg ist ein Feldweg. Er führt abgehend vom Gührnweg und der Daisbacher Straße zum Steinbuschweg Richtung Daisbach. | weitere Bilder |
| Durstbüttenstraße (Lage)        | 0400              | nach dem Flurnamen Durstbütten                                                                  | 1974       | Die Straße führt von der Brunnengasse und der Kandelstraße zur Friedhofstraße. Das Baugebiet Durstbütten wurde 1972–1975 kanalisiert. An der Kreuzung zur Brunnengasse befindet sich seit 1987 ein von der Durstbüttenquelle versorgter Dorfbrunnen. | weitere Bilder |
| Finkenweg (Lage)                | 0095              |                                                                                                 | 1977       | Der Finkenweg geht als Sackgasse von der Siedlerstraße ab. Bis 1980 trug er den Namen Im Oppenloch nach der gleichnamigen Grundstücksgemarkung. Der Weg besitzt beidseitig einen Gehweg mit Knochenpflasterbelag. | weitere Bilder |
| Friedhofstraße (Lage)           | 0900              | nach dem Friedhof Eschelbronn                                                                   |            | Die Friedhofstraße führt von der Neugasse aus dem Ort heraus und mündet dort in einen Feldweg Richtung Daisbach. Entlang der Straße verläuft der Weihendgrundgraben. Sie gehört zu den ältesten Straßen und dem historischen Ortskern der Gemeinde. Auf einer Karte von 1794 war die Straße noch mit der Bezeichnung „Fahrweg von Hoffenheim“ vermerkt. In der Friedhofstraße 21 befand sich eines der fünf ersten mit Ziegeldach versehenen Trafogebäude. Die Straße wurde 1949–1951 mit Wasserversorgungsleitungen ausgestattet. Bis 1954 befand sich in der Straße die über 300 Jahre alte Ziegelei der Familie Maßholder und letzte Ziegelei in Eschelbronn. Im Volksmund wurde die Straße auch Hinnedraus genannt. Ehemals befand sich an der Ecke Weißer Berg ein Brunnen. Die Friedhofstraße ist Teil des Main-Stromberg-Wegs, einem 171,5 Kilometer langen Fernwanderweg, der durch Hessen und Baden-Württemberg führt. Eine Abzweigung der Friedhofstraße führt Richtung Süden zum Friedhof hinauf und dort auf die Bergstraße. Diese Abzweigung trägt ebenfalls den Namen Friedhofstraße. | weitere Bilder |
| Gartenstraße (Lage)             | 0500              |                                                                                                 |            | Die Straße verläuft von der Schulstraße bis über die Schillerstraße hinaus. Sie wurde vor allem um 1927 bebaut. Zusammen mit der Schulstraße wurde der Bereich um die Straße im Volksmund auch S Neij Stadtvertl (das neue Stadtviertel) genannt. In der Gartenstraße 17 befindet sich ein Trafogebäude. | weitere Bilder |
| Goethestraße (Lage)             | 0170              | vermutlich nach Johann Wolfgang von Goethe                                                      | 1980       | Die Goethestraße befindet sich im Siedlungsgebiet Lange Äcker und führt von der Jahnstraße zur Oberstraße. 1980 wurde sie kanalisiert und mit einer Wasserversorgungsleitung versehen. | weitere Bilder |
| Gührnweg (Lage)                 | 0800              | nach dem Flurnamen Gührn                                                                        | 1977       | Der Gührnweg verläuft abgehend von der Siedlerstraße zur Daisbacher Straße. Teilweise handelt es sich um einen Feldweg. Das Baugebiet Oppenloch/Gührn wurde 1976–1978 kanalisiert und 1977 erschlossen. | weitere Bilder |
| Haideweg (Lage)                 | 0160              | nach dem Flurnamen Haide                                                                        | 1974       | Der Haideweg geht von der Steige ab. | weitere Bilder |
| Häussenäcker (Lage)             |                   | nach dem Flurnamen Häussenäcker                                                                 |            | Der Häussenäcker geht vom Steinbuschweg ab. | weitere Bilder |
| Hetzenloch (Lage)               | 0250              | nach dem Flurnamen Hetzenloch                                                                   |            | Die Straße mit dem Namen Hetzenloch geht als Sackgasse von der Bahnhofstraße ab und führt auf den Schaafberg. 1979 wurde dort eine weitere Leitung zur Wassereinspeisung ins Ortsnetz verlegt. An der Straße befindet sich das letzte bestehende der ursprünglichen fünf mit Ziegeldach versehenen Trafogebäude auf dem Schaafberg nahe dem damaligen Schotterwerk. | weitere Bilder |
| Hoher Markstein (Lage)          | 0280              | nach einem Markstein                                                                            | 2020       | Die Straße wurde 2020 als Teil des Neubaugebiets Ambelwiesen II erschlossen. Dabei kamen mehrere archäologische Fundstücke zum Vorschein. | weitere Bilder |
| Im Erpfel (Lage)                | 0150              | nach dem Flurnamen Erpfel                                                                       | 1964       | Die Straße Im Erpfel führt von der Ringstraße zum Schleifigrain. Sie wurde 1964–1966 kanalisiert. Da hierzu ein Kanal als Vorfluter mit 160 Zentimetern Durchmesser von der Bahnhofstraße durch die Industriestraße und das Wiesental in den Schwarzbach gelegt werden musste, verschuldete sich die Gemeinde durch die Kosten von 1,4 Millionen Mark. 1966 wurde das Gebiet zudem an das Netz der öffentlichen Trinkwasserversorgung angeschlossen. An der Straße befindet sich öffentlicher Kinderspielplatz, der vom SPD-Ortsverband hergerichtet und betreut wird. | weitere Bilder |
| Im Grund (Lage)                 | 0130              | nach dem Flurnamen Grund                                                                        |            | Der Grund verläuft von der Bergstraße zur Kreuzstraße. Die Straße war nach dem Zuzug mehrerer Kriegsflüchtlinge die erste Neubausiedlung Eschelbronns und wurde neben der Pendlersiedlung in Bad Rappenau als erste im Landkreis Sinsheim genannt. 1949–1951 wurde sie mit Wasserversorgungsleitungen ausgestattet und Anfang der 1950er Jahre kanalisiert. | weitere Bilder |
| Im Helmet (Lage)                | 0140              | nach dem Flurnamen Breites Helmet                                                               |            | Der Helmet verläuft von der Industriestraße zur Gartenstraße. | weitere Bilder |
| In den Kirchwiesen (Lage)       | 0340              | nach dem Flurnamen Untere Kirchwiesen auf dem sich einst eine hölzerne Kirche befand            |            | Die Straße wurde in den 2000er Jahren angelegt und verläuft von der Bahnhofstraße zur Neidensteiner Straße. Beinahe alle bisher gemeindeeigenen Bauplätze wurden bis 2015 verkauft. | weitere Bilder |
| Industriestraße (Lage)          | 1400              | dort angesiedelte Industrie- und Wirtschaftsbetriebe                                            |            | Die Industriestraße führt von der Bahnhofstraße am Ortsrand ins Industriegebiet und Endet dort als Sackgasse. Sie trug ursprünglich den Namen Helmetweg nach dem Flur Im Helmet. Am Anfang der Straße befand sich eines der fünf ersten mit Ziegeldach versehenen Trafogebäude, das 1988 abgerissen und durch einen einstöckigen Container ersetzt wurde. 1976 wurde sie für weitere Unternehmen erstmals verlängert und 1988 bis zum anliegenden Wald ausgebaut. 2020 wurde in der Industriestraße das Wohngebiet „Alte Gärtnerei“ mit sechs Einfamilienhäusern und vier Doppelhaushälften auf dem ehemaligen Grundstück einer Gärtnerei erbaut. | weitere Bilder |
| Jahnstraße (Lage)               | 0350              |                                                                                                 |            | Die Jahnstraße führt von der Bodemstraße zur Schillerstraße. Sie wurde 1955–1956 bis zur Ringstraße mit Wasserversorgungsleitungen ausgestattet. 2015 fanden Planungen für eine Erneuerung von Jahn- und Ringstraße für voraussichtlich um die 500.000 Euro statt. | weitere Bilder |
| Kandelstraße (Lage)             | 0210              | vermutlich nach der Abfluss-Bezeichnung Kandel                                                  |            | Die Kandelstraße führt von der Bahnhofstraße, der Neidensteiner Straße und der Schloßstraße am Marktplatz vorbei an der evangelischen Kirche zur Brunnengasse und Durstbüttenstraße. Sie gehört zu den ältesten Straßen und dem historischen Ortskern der Gemeinde. Auf einem Plan vom 31. Mai 1925 ist sie noch als „Kandelgasse“ eingetragen. Ehemals befand sich in der Straße ein von der Durstbüttenquelle versorgter Dorfbrunnen. Er wurde 1952/1953 bei der Sanierung der Straße und Kanalisierung des Dorfgrabens (Dolengraben) als letzter Dorfbrunnen abgebaut. In der Kandelstraße 7 existierte einst die Bäckerei Laule mit Wohnhaus und Scheune. Nach dessen Abriss wurde 1965 in einem Neubau das Eiscafé Reichert eröffnet, das nach dem Tod der Betreiberin zunächst von deren Mann weitergeführt und 1988 bis 1992 von einer neuen Betreiberin als Pizzeria Da Tina geführt wurde. Deren Schwester betrieb dort anschließend von 1994 bis 2000 die Pizzeria Salento. 2015 wurde in dem Gebäude ein Elektroingenieurbüro für Mess- und Regeltechnik eröffnet. Die Kandelstraße ist Teil des Main-Stromberg-Wegs, einem 171,5 Kilometer langen Fernwanderweg, der durch Hessen und Baden-Württemberg führt. | weitere Bilder |
| Kreuzstraße (Lage)              | 0140              |                                                                                                 |            | Die Kreuzstraße führt von der Rosengartenstraße zum Lerchenweg. Auf der nördlichen Seite befindet sich ein rot gepflasterter Gehweg. Auf der Südlichen Seite existiert kein Gehweg. Die Straße wurde 1949–1951 mit Wasserversorgungsleitungen ausgestattet. | weitere Bilder |
| Lange Äcker (Lage)              | 0400              | nach dem Flurnamen Langeäcker                                                                   | 1959       | Die Straße geht von der Jahnstraße ab, verläuft hufeisenförmig und trifft wieder auf diese. Das Gebiet wurde 1959 im Rahmen von Ausbauarbeiten für die wachsende Anzahl der Bevölkerung und den zunehmenden Bedarf an Eigenheimen für Kleinfamilien erschlossen, an das Netz der öffentlichen Trinkwasserversorgung angeschlossen und kanalisiert. | weitere Bilder |
| Lerchenweg (Lage)               | 0150              |                                                                                                 |            | Am Lerchenweg befindet sich die St.-Josef-Kirche. Er verläuft von der Daisbacher Straße zur Siedlerstraße und ist nur teilweise befahrbar. Er wurde 1955–1956 mit Wasserversorgungsleitungen ausgestattet. | weitere Bilder |
| Mühlweg (Wingertsberg) (Lage)   | 0350              | Schuhmannsmühle                                                                                 |            | Der Mühlweg geht von der Bahnhofstraße ab, verläuft neben dem Schwarzbach und endet als Sackgasse. Das Gebiet wurde 1959 im Rahmen von Ausbauarbeiten für die wachsende Anzahl der Bevölkerung und den zunehmenden Bedarf an Eigenheimen für Kleinfamilien erschlossen und eine Wasserleitung verlegt. Um 2015 breitete sich der unter Artenschutz stehende Biber über die Elsenz kommend am Schwarzbach aus, und hinterließ entlang des Ufers am Mühlweg Spuren an Weiden, Erlen und Pappeln. | weitere Bilder |
| Neidensteiner Straße (Lage)     | 0950              | nach der Nachbargemeinde Neidenstein                                                            |            | Die Neidensteiner Straße verbindet die Gemeinden Eschelbronn und Neidenstein und geht auf Neidensteiner Gemarkung in die Eschelbronner Straße über. Sie führt von Marktplatz aus der Gemeinde heraus und geht in Neidenstein in die Eschelbronner Straße über. Ab der Kreuzung Neugasse/In den Kirchwiesen befindet sich in rechter Fahrtrichtung ein straßenbegleitender gemeinsamer Geh- und Radweg. Die Straße gehört zu den ältesten Straßen und dem historischen Ortskern der Gemeinde. 1962 wurde sie an das Netz der öffentlichen Trinkwasserversorgung angeschlossen. Bis im Jahr 1969 die Landstraße 549 als Umgehungsstraße für Eschelbronn fertig gestellt wurde, verliefen der Verkehr zwischen Schwarzbachtal und Heidelberg und insbesondere die Schwertransporte aus dem damaligen Zementwerk in Neckarbischofsheim-Obergimpern und dem Schotterwerk in Eschelbronn über die Neidensteiner Straße und über die Bahnhofstraße. Die Neidensteiner Straße ist Teil der Burgen-Tour Kraichgau-Stromberg, ein etwa 52 Kilometer langer regionaler Radrundweg. In der Nummer 37 befindet sich die Neuapostolische Kirche. Auf einem Plan von 1794 war die Straße noch als „Fahrweg nach Neidenstein“ vermerkt. | weitere Bilder |
| Neugasse (Lage)                 | 0300              |                                                                                                 |            | Die Neugasse führt von der Neidensteiner Straße zur Friedhofstraße. Sie gehört zu den ältesten Straßen und dem historischen Ortskern der Gemeinde. Im Volksmund wurde sie auch S Werdeberjisch (das Württembergische Viertel) genannt. Ehemals befand sich an der Ecke Siedlerstraße ein von der Durstbüttenquelle versorgter Dorfbrunnen. In der Neugasse befand sich zudem eines der fünf ersten mit Ziegeldach versehenen Trafogebäude. 1951 wurde der Dorfgraben für den Ausbau der Kanalisation im Neubaugebiet Im Grund eingedolt. 1962 wurde sie an das Netz der öffentlichen Trinkwasserversorgung angeschlossen. An der Straße befand sich eine öffentliche Viehwaage („altes Waghäusel“), die nach Außerbetriebnahme als Geräteschuppen der Freiwilligen Feuerwehr genutzt wurde. Auf der Gemeinderatssitzung vom 28. Januar 2014 wurde beschlossen an Stelle einer Renovierung den Abriss des Gebäudes zu prüfen, der später umgesetzt wurde. Daneben wurde an der Rückwand eines Wohnhauses ein Lautsprecher der 1950 installierten Ortsrufanlage angebracht. | weitere Bilder |
| Oberstraße (Lage)               | 0650              |                                                                                                 |            | Die Oberstraße führt von der Kandelstraße an der denkmalgeschützten Evangelischen Kirche und dem alten Pfarrhaus am Marktplatz zur Zuzenhäuser Straße und ist eine der ältesten Straßen Eschelbronns. Hier befindet sich auch das älteste Haus der Gemeinde mit der Hausnummer 12. Auf einem Plan von 1794 war die Straße noch als „Fahrweg von Zuzenhausen“ vermerkt. Im Volksmund wurde sie auch Ewwergasse (Obergasse) genannt. Ein ehemaliges Brechloch für Hanf, das sich an der späteren Stelle des Hauses Nummer 64 befunden hatte, galt als Nachweis für die historische Epoche Eschelbronns als Leinenweberdorf. Ehemals befand sich außerdem ein Brunnen an der Stelle der späteren Litfaßsäule. Von dem Hof des Löwenwirts existierte mit dem sogenannten „Löwenwirtgängel“ eine inoffizielle Verbindung zur Alten Schule in der Schulstraße. Die Oberstraße ist Teil der Burgen-Tour Kraichgau-Stromberg, ein etwa 52 Kilometer langer regionaler Radrundweg. An den Häusern mit den Nummern 23 und 15 wurden Lautsprecher der 1950 installierten Ortsrufanlage angebracht. Letzterer existiert dort nicht mehr. | weitere Bilder |
| Ringstraße (Lage)               | 0650              | ringförmiger Verlauf                                                                            |            | Die Ringstraße führt von der Industriestraße zur Jahnstraße und Lange Äcker. Sie wurde zwischen 1949 und 1951 ab Schulstraße bis Gartenstraße und 1957 von der Gartenstraße bis zur Jahnstraße mit Wasserversorgungsleitungen ausgestattet. In den frühen 1960er Jahren wurde die Straße zusammen mit den anliegenden Straßen Bodem- und Schulstraße im Zuge der nordwestlichen Erschließung des Siedlungsgebiets als Allee mit insgesamt etwa 30 Rotdornbäumen bepflanzt. 2015 fanden Planungen für eine Erneuerung der Ring- und angrenzenden Jahnstraße für voraussichtlich um die 500.000 Euro statt. | weitere Bilder |
| Rosengartenstraße (Lage)        | 0450              |                                                                                                 |            | Die Rosengartenstraße verläuft von der Siedlerstraße zur Südendstraße. Sie wurde 1949–1951 mit Wasserversorgungsleitungen ausgestattet. Bei der Kanalisierung der Rosengartenstraße und der Siedlerstraße Anfang der 1950er Jahre sorgten vorhandene Quellen zum mehrfachen Einrutschen des Rohrgrabens. Die dabei entstandenen Mehrkosten mussten von der Gemeinde durch Aufnahme eines Darlehens beglichen werden. | weitere Bilder |
| Schillerstraße (Lage)           | 0110              | vermutlich nach Friedrich Schiller                                                              | 1980       | Die Straße befindet sich im Siedlungsgebiet Lange Äcker und verbindet die Gartenstraße mit der Jahnstraße. Sie wurde 1980 kanalisiert und mit einer Wasserversorgungsleitung versehen. | weitere Bilder |
| Schloßstraße (Lage)             | 0400              | nach dem Eschelbronner Schloss                                                                  |            | Die Schloßstraße verläuft von der Neidensteiner Straße, der Kandelstraße und der Bahnhofstraße am Marktplatz zur Siedlerstraße. An der Straße befand sich einst die Eschelbronner Burg beziehungsweise später das Schloss. Ehemals befand sich vor dem Anwesen Glaserei Reichert, später Wohnhaus Maßholder ein von der Durstbüttenquelle versorgter Dorfbrunnen. 1921 wurde die Straße kanalisiert und der Kanal 1982 durch Gemeindearbeitern erneuert und vergrößert. 1962 wurde die Straße an das Netz der öffentlichen Trinkwasserversorgung angeschlossen. An der Straße befindet sich die 1973 erbaute Sport- und Kulturhalle, für die die Wasserleitung im Baujahr verlängert wurde und auf dem anliegenden Schloßplatz ein Trafogebäude. Auf einem Plan vom 31. Mai 1925 ist die Straße als „Schloßgasse“ eingetragen. | weitere Bilder |
| Schulstraße (Lage)              | 0550              | Alte Grundschule                                                                                | 1914       | Die Schulstraße führt von der Bahnhofstraße zur Ringstraße. An der Straße liegt das alte Schulgebäude, in dem sich heute das Eschelbronner Schreinermuseum befindet. Zunächst handelte es sich bei der Straße um einen von der Bahnhofstraße beziehungsweise der Oberstraße abgehenden Feldweg. Nach dem Bau der Schule, die sich zunächst noch am Ortsrand befand, wurde dieser, unter anderem auf Antrag mehrerer Anwohner und deren Sprecher, dem Tünchers Adam Butschbacher, beim Großherzoglichen Bezirksamts Sinsheim 1914 zur befestigten Straße mit Gehwegen ausgebaut. Anliegende Grundstücke wurden hierfür teilweise von der Gemeinde aufgekauft. Der Ausbau der Schulstraße war die erste Erweiterung des historischen Stadtkerns. Zusammen mit der Gartenstraße wurde der Bereich um die Straße im Volksmund auch S Neij Stadtvertl (das neue Stadtviertel) genannt. Im Zweiten Weltkrieg wurde das Haus mit der Nummer 47 bei einem Bombenangriff zerstört. Der Angriff wurde am 13. März 1945 von Alliierten auf den anliegenden Bahnhof durchgeführt und die Bombe beim Anflug aus Westen vorzeitig abgeworfen. An dem Haus mit der Nummer 20 wurde ein Lautsprecher der 1950 installierten Ortsrufanlage angebracht. In den frühen 1960er Jahren wurde die Straße zusammen mit den anliegenden Straßen Bodem- und Ringstraße im Zuge der nordwestlichen Erschließung des Siedlungsgebiets als Allee mit insgesamt etwa 30 Rotdornbäumen bepflanzt. Ehemals befand sich ein Brunnen gegenüber dem Schulhauseingang. Von dort existierte mit dem sogenannten „Löwenwirtgängel“ eine inoffizielle Verbindung zur Oberstraße. In den 1960er Jahren wurde in der Schulstraße ein Kiosk für Süßwaren betrieben, dessen Inhaberin unter dem Namen „Zucker-Sanne“ bekannt war und die bei Kirchweihumzügen als Dorforiginal durch die Straßen gefahren wurde. 2019 gab es Pläne zur Erneuerung des Straßenbaus, der Wasserversorgungs- und Entwässerungsanlagen von einem Teilstück der Straße. | weitere Bilder |
| Siedlerstraße (Lage)            | 0600              |                                                                                                 | 1937       | Die Siedlerstraße verläuft von der Neugasse zur Ampelwiesenstraße und führt dort weiter auf einen Feldweg. Sie entstand durch die Bebauung und Erweiterung der Wasserversorgung im Jahr 1937. Im Volksmund wurde sie wegen ihrer Lage im Flur Oppenloch auch S Obbeloch genannt. Ehemals befand sich an der Ecke Neugasse ein von der Durstbüttenquelle versorgter Dorfbrunnen. Bei der Kanalisierung der Siedlerstraße und der Rosengartenstraße Anfang der 1950er Jahre sorgten vorhandene Quellen zum mehrfachen Einrutschen des Rohrgrabens. Die dabei entstandenen Mehrkosten mussten von der Gemeinde durch Aufnahme eines Darlehens beglichen werden. Ab dem 17. März 2014 wurden die Straße, Gehwege, Kanal und Wasserleitungen vollständig erneuert und Leerrohre sowie eine schnellere Internetleitung verlegt. Die Sanierungsarbeiten wurden von einer Firma aus Mosbach durchgeführt, die zuvor auch die Straße Im Grund saniert hatte. An der Kreuzung zur Schloßstraße und dem Finkenweg befindet sich die Schlosswiesenschule mit der Hausnummer 19, in der Nummer 26 ein Trafogebäude. | weitere Bilder |
| Spechbacher Straße (Lage)       | 1000              | nach der Nachbargemeinde Spechbach                                                              |            | Die Spechbacher Straße führt von der Bahnhofstraße Richtung Spechbach und Epfenbach und ist Teil der Kreisstraße 4279. Sie geht über in die Straße Bei der Neumühle. 1981–1982 wurde unter anderem über die Spechbacher Straße von der örtlichen Pumpstation eine zusätzliche Wasserleitung in die Industriestraße verlegt. | weitere Bilder |
| Steige (Lage)                   | 0150              | steiler Weg (Steig)                                                                             | 1974       | Die Steige verläuft von der Oberstraße zur Durstbüttenstraße. | weitere Bilder |
| Steinbuschweg (Lage)            | 0650              |                                                                                                 |            | Der Steinbuschweg ist ein von der Südendstraße abgehender Feldweg der auf den Daisbacher Weg trifft. | weitere Bilder |
| Südendstraße (Lage)             | 0170              | Südliches Ende des Siedlungsgebiets                                                             |            | Die Südendstraße führt vom Daisbacher Weg zum Steinbuschweg. Sie wurde 1955–1956 mit Wasserversorgungsleitungen ausgestattet. | weitere Bilder |
| Talstraße (Lage)                | 0100              |                                                                                                 |            | Die Talstraße verbindet die Bodemstraße mit der Blumenstraße. Sie wurde 1949–1951 mit Wasserversorgungsleitungen ausgestattet. | weitere Bilder |
| Vorderer Weißeberg (Lage)       | 0300              |                                                                                                 |            | Der großteils unbesiedelte Feldweg Vorderer Weißeberg verläuft neben dem Friedhof Eschelbronn von der Bergstraße zum Steinbuschweg. Dort befindet sich das öffentlich zugängliche Freilichtmuseum Sellemols Agger. Seit 1974/1974 verläuft über den Weg eine Wasserzuleitung vom Ortsnetz zum Hochbehälter im Gewann Weißer Berg. | weitere Bilder |
| Wiesenstraße (Lage)             | 0350              |                                                                                                 |            | Die Straße verläuft von der Industriestraße zur Oberstraße. Sie wurde 1962 an das Netz der öffentlichen Trinkwasserversorgung angeschlossen. | weitere Bilder |
| Wiesentalweg (Lage)             |                   |                                                                                                 |            | Der Wiesentalweg verläuft von der Bahnhofstraße entlang der Schwarzbach Richtung Südwesten. Er ist nicht amtlich gewidmet und wird als Radweg genutzt. Ein Radwegschild wurde jedoch von der Gemeinde entfernt. Am Weg befinden sich mehrere Kleingärten. Eine Brücke verbindet den Wiesentalweg mit dem am anderen Ufer des Schwarzbach teils parallel verlaufenden Bettweg. Der Wiesentalweg ist Teil des Main-Stromberg-Wegs, einem 171,5 Kilometer langen Fernwanderweg, der durch Hessen und Baden-Württemberg führt. Im April 2014 wurde auf einer Gemeinderatssitzung der Zustand des Weges bemängelt. Zudem würden auf dem Weg parkende Autos der Kleingartenbesitzer dazu führen, dass vorbeifahrende Kraftfahrzeuge über die anliegenden Wiesen fahren und diese beschädigen würden. | weitere Bilder |
| Wingertsberg (Lage)             | 1000              | nach dem Flurnamen Wingertsberg                                                                 |            | Die Straße am Wingertsberg führt, abgehend vom Bahnübergang an der Bahnhofstraße, etwa tausend Meter entlang der Bahnstrecke Meckesheim–Neckarelz Richtung Waibstadt. Am 18. Mai 2015 geriet am Wingertsberg kurz nach 17.00 Uhr der Anbau eines Möbellagers in Brand. Er konnte von der Freiwilligen Feuerwehr Eschelbronn gelöscht werden. | weitere Bilder |
| Zuzenhäuser Straße (Lage)       | 0550              | nach der Nachbargemeinde Zuzenhausen                                                            |            | Die Zuzenhäuser Straße ist ein Feldweg der von der Oberstraße Richtung Zuzenhausen führt. Umgangssprachlich wird die Straße auch „Promilleweg“ genannt. Von 1958 bis 1975/76 diente der ehemalige Steinbruch in der Straße im Gewann Pfaffengrund als Mülldeponie und wurde anschließend abgedeckt und bepflanzt. | weitere Bilder |

## Fluren und Gemarkungen

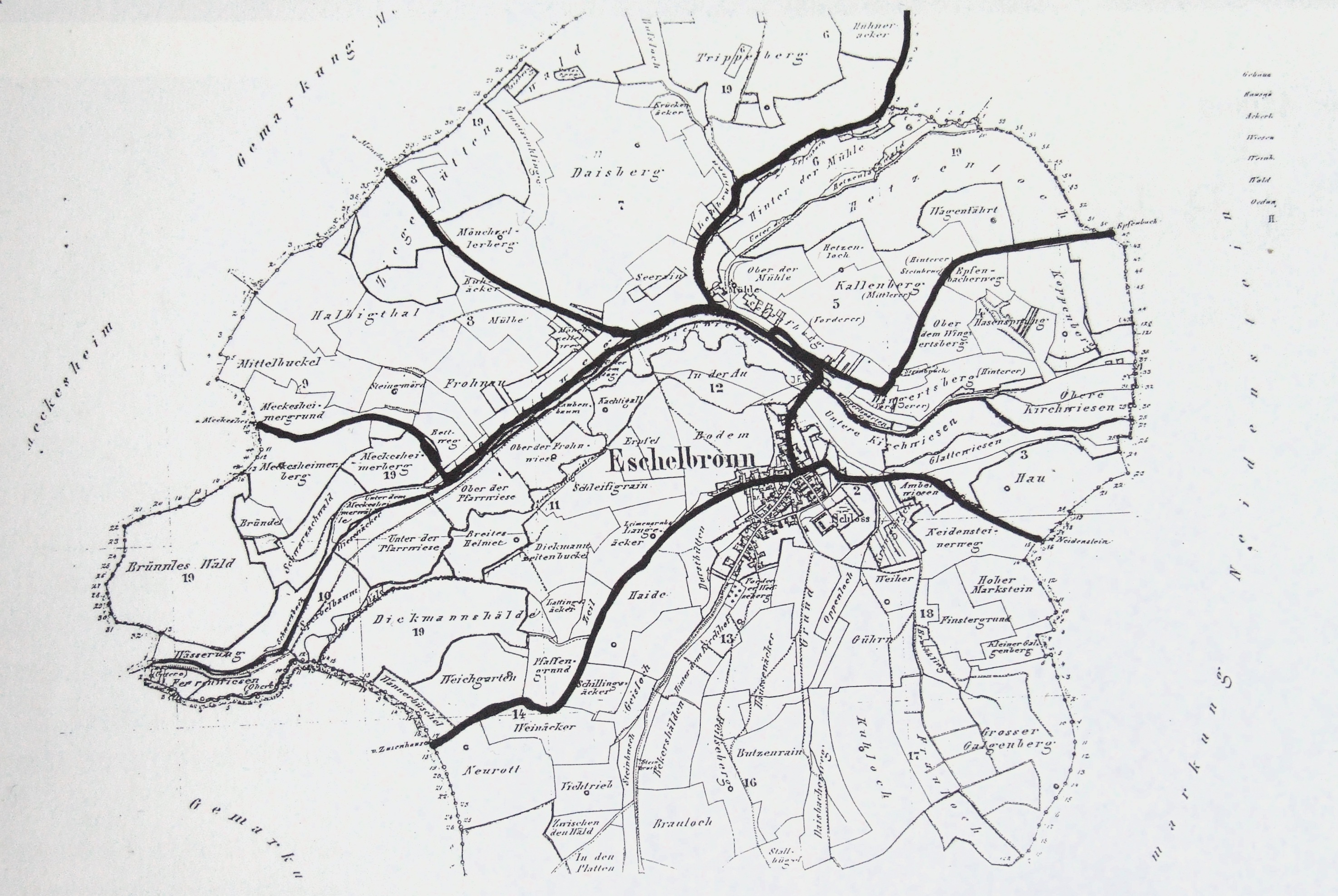
Flurnamen Eschelbronns. Die heutigen Straßen und Adressen tragen teilweise deren Namen

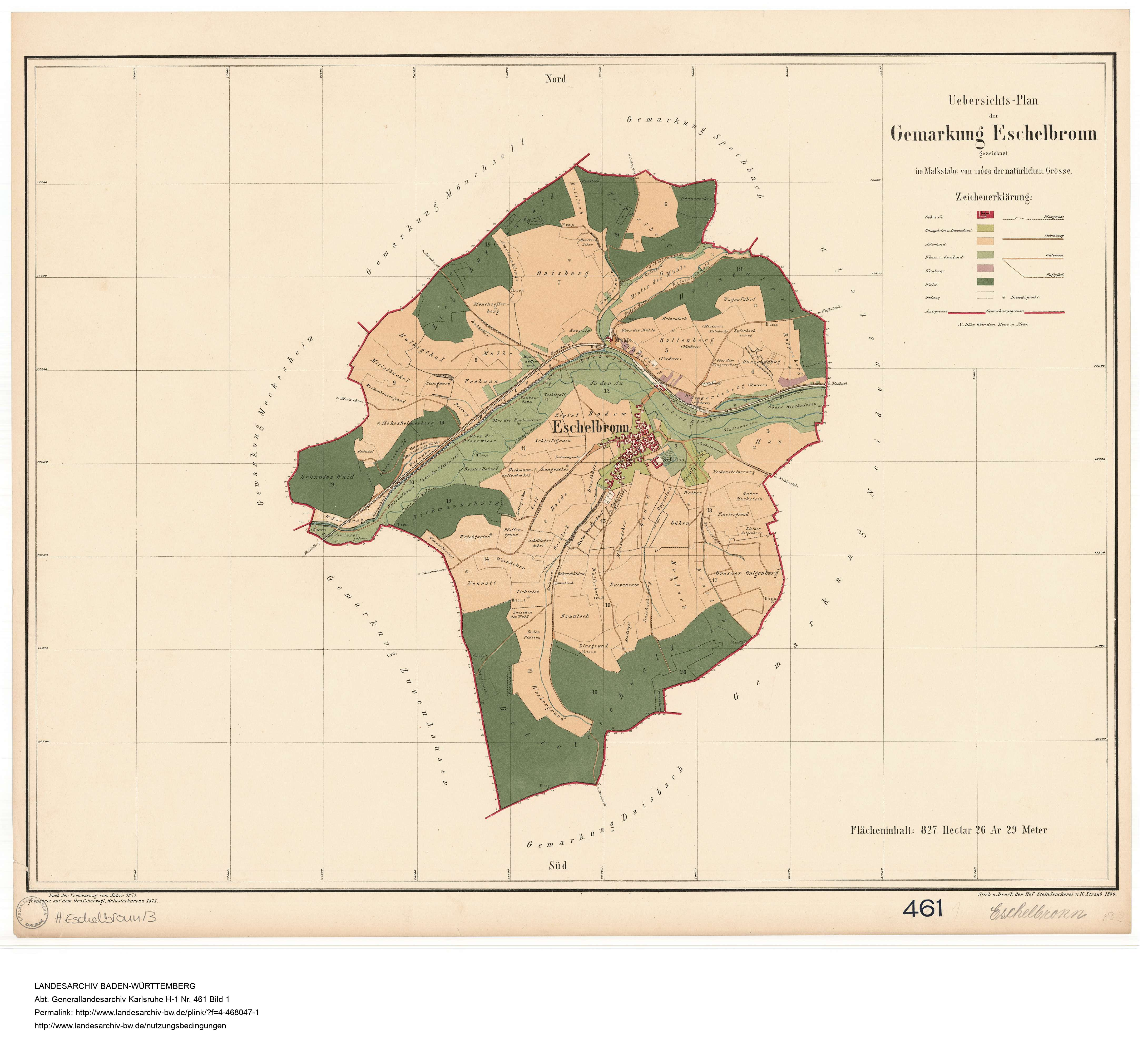
Gemarkungsplan aus dem Jahr 1871

- Ambelwiesen
- Ameisenklinge
- Beckershälden
- Bekershelden
- Bettweg
- Bodem
- Brachkling
- Brauchloch
- Bruchklinge
- Butzenrain
- Daisbacherweg
- Daisberg
- Dickmannshälde
- Durstbütten
- Eichwiesen
- Epfenbacherweg
- Erpfel
- Finstergrund
- Frauloch
- Frohnau
- Geisloch
- Glattewiesen
- Großer Galgenberg
- Grund
- Gührn
- Haide
- Hasensprung
- Hau
- Häussenäcker
- Hetzenloch
- Hinter der Mühle
- Hoher Markstein
- Hühneracker
- In der Au
- Kallenberg
- Kleiner Galgenberg
- Koppenberg
- Krautgarten
- Kuhloch
- Lange Äcker
- Lattingäcker
- Laubenbaum
- Männerbüschel
- Meckesheimerberg
- Meckesheimer Grund
- Mönchzellerberg
- Mülbe
- Nachtigall
- Neidensteiner Weg
- Neurott
- Ober dem Wingertsberg
- Ober der Frohnwiese
- Ober der Pfarrwiese
- Obere Kirchwiesen
- Oppenloch
- Pfaffengrund
- Rosengarten
- Schaafberg
- Schleifigrain
- Schloss
- Stallbügel
- Steinbusch
- Sperbelbaum
- Trippelberg
- Unter dem Steg
- Unter der Pfarrwiese
- Untere Kirchwiesen
- Viehtrieb
- Wagenfährt
- Wannenbüschel
- Weichgarten
- Weiher
- Weinäcker
- Wingertsberg
- Wingertsgärten
- Zeil
- Ziegenhütten
- Zinsgrund
- Zwischen den Platten
- Zwischen den Wäld